# Reinhard Hugershoff
Carl Reinhard Hugershoff (* 5. Oktober 1882 in Leubnitz bei Werdau, Amtshauptmannschaft Zwickau; † 24. Januar 1941 in Dresden) war ein deutscher Geodät und Luftbildpionier sowie Hochschullehrer an der Technischen Hochschule Dresden.

## Leben
Hugershoffs Familie kam aus dem südwestsächsischen Raum. Seine Mutter war die Tochter eines Leubnitzer Oberschaffners, der Großvater väterlicherseits war Musikdirektor in Chemnitz und Zwickau. Durch die Arbeit des Vaters Albin Huggershoff (1855–1910) als Maschinenmeister im Dresdner Militärwasserwerk kam die Familie in die sächsische Landeshauptstadt.
Nach dem Abitur an der Dreikönigschule in Dresden-Neustadt studierte Hugershoff von 1903 bis 1906 Geodäsie an der Technischen Hochschule Dresden und promovierte 1907. Er nahm 1907–1909 an der 2. Frobenius-Expedition nach Inner-Afrika teil. Dort machte er Routenaufnahmen, astronomische und hydrographische Messungen. Seit 1910 lehrte er Mathematik, Vermessungskunde, Meteorologie, Photogrammetrie an der Forstakademie Tharandt und an der Technischen Hochschule Dresden, 1910 als Privatdozent, 1911 als außerordentlicher Professor, 1912 als Lehrstuhlinhaber in Tharandt, 1931 als Lehrstuhlinhaber in Dresden. Im Ersten Weltkrieg förderte er die militärische Ermittlung von Zielpunkten und Planunterlagen aus fotografischen Aufnahmen von Erd- und später Luftstandpunkten. An den Neuschöpfungen photogrammetrischer und geodätischer Apparaturen der Jahre 1920–1931 hatte er großen Anteil. Seit 1931 war er auch wissenschaftlicher Mitarbeiter des Unternehmens Carl Zeiss in Jena. 1940/1941 wurde er als Professor für Vermessungswesen und Photogrammetrie in die Bauingenieur-Abteilung der Technischen Hochschule Dresden versetzt. Zum 1. November 1930 trat Hugershoff der NSDAP bei (Mitgliedsnummer 348.842) und im November 1933 unterzeichnete er das Bekenntnis der deutschen Professoren zu Adolf Hitler. Auch in der SA, im Nationalsozialistischen Deutschen Dozentenbund und im Nationalsozialistischen Lehrerbund war er Mitglied. Mit der Nahbildmessung versuchte er die Rassenforschung zu unterstützen.

## Erfindungen
Zu Hugershoffs Erfindungen gehören terrestrische Aufnahmekammern, Luftbildkammern für Platten und Filmbänder, Fortschaltmechanismen, vollautomatische Reihenbildner und Überdeckungsregler für Luftaufnahmen, besonders das Universalauswertegerät Aerokartograph (1926), das erstmals den Folgebildanschluss ganzer Bildreihen möglich machte (Aerotriangulation). Sonderkonstruktionen waren der stereometrische Messtisch zur kontinuierlichen Aufzeichnung von Schichtlinien in Anblick des Geländes, ein selbstreduzierendes Tachymeter für Entfernungs- und Höhenunterschiedsmessung, ein Auswertegerät nach dem Prinzip der Doppelprojektion (Aerosimplex) als Vorläufer des Mehrfachprojektionsgerätes Multiplex (1932), das im Zweiten Weltkrieg eine wichtige Rolle spielte und lange die Grundlage der Kartenherstellung vieler Staaten bildete.
An Hugershoff erinnert heute die Hugershoff Cove in der Antarktis.

## Schriften
- Grundlagen der Photogrammetrie aus Luftfahrzeugen. 1919.
- Tierkundliche Anwendungen der Nahbildmessung und ihre Ausgestaltung. 1938.